# Liste de châteaux belges par ordre alphabétique
- Haut – A
- B
- C
- D
- E
- F
- G
- H
- I
- J
- K
- L
- M
- N
- O
- P
- Q
- R
- S
- T
- U
- V
- W
- X
- Y
- Z

## A
- Abée à Abée
- Acoz à Acoz
- Aertrycke à Torhout
- Aigremont à Flémalle
- Alden Biesen à Rijkhoven
- Amerois à Bouillon
- Annevoie à Annevoie-Rouillon
- Antoing à Antoing
- Anvaing à Anvaing
- Ardoye ou Jonghe d'Ardoye à Ardoye
- Arenberg à Heverlee
- Arenberg à Marche-les-Dames
- Argenteuil à Waterloo
- Aspremont-Lynden à Rekem
- Attre à Attre
- Autelbas ou Barnich à Autelbas
- Ave à Ave-et-Auffe
- Awans à Awans
- Aye à Aye

## B
- Barnich ou Autelbas à Autelbas
- Baronville à Baronville
- Barvaux-Condroz à Barvaux-Condroz
- Baudemont à Ittre
- Baudries à Dikkelvenne
- Bayard à Dhuy
- Beaumont à Liège
- Beauraing à Beauraing
- Beauvoorde à Wulveringem
- Beerlegem à Beerlegem
- Beersel à Beersel
- Bellaire à Haltinne
- Belle-Motte à Aiseau-Presles
- Belœil à Belœil
- Belvédère à Bruxelles
- La Berlière à Houtaing
- Beurthé à Steinbach
- Bever à Strombeek-Bever
- Bierbais à Hévillers
- Bioul à Bioul
- Biourge à Biourge
- Bitremont à Bury
- Blanmont à Blanmont
- Bleid à Bleid
- Bllon à Bllon
- Blocqmont à Houx
- Boëlhe à Geer (commune)
- Bois-Seigneur-Isaac à Ophain-Bois-Seigneur-Isaac
- Bolland à Bolland
- Bomal à Bomal
- Bommershoven à Jesseren
- Bonaventure à Jette
- Bonlez à Bonlez
- Bonneville à Andenne
- Bormenville à Flostoy
- Bouchout à Meise
- Boussu à Boussu
- Boussu-en-Fagne à Boussu-en-Fagne
- Bousval à Bousval
- Bra à Bra
- Braine-le-Château à Braine-le-Château
- Braives à Braives
- Brunsode à Tilff
- Bruxelles à Bruxelles
- Burg-Reuland à Burg-Reuland
- Burmesse à Schaltin

## C
- Calmeyn à Drogenbos
- Cartier à Marchienne-au-Pont
- Champion à Emptinne
- Chartreuse à Liège
- Chérimont à Sclayn
- Chimay à Chimay
- Chokier à Chokier
- Cierg à Cierg
- Cleydael à Aartselaar
- Coloma à Leeuw-Saint-Pierre
- Colonster à Liège
- Comtes à Mouscron
- Comtes de Male à Bruges
- Comtes de Salm à Salmchâteau
- Conjoux à Conjoux
- Corroy-le-Château à Corroy-le-Château
- Cortewalle à Beveren
- Coudenberg à Bruxelles
- Crèvecœur à Bouvignes-sur-Meuse
- Crupet à Crupet
- Cruykenbourg à Ternat
- Curange à Curange

## D
- Dave à Dave
- Deulin à Fronville
- Diepenbeek à Diepenbeek
- Diepensteyn à Steenhuffel
- Dieupart à Aywaille
- Dohan à Dohan
- Dongelberg à Dongelberg
- Donnea à Fologne
- Duras à Duras
- Durbuy à Durbuy

## E
- Écaussinnes-Lalaing à Écaussinnes-Lalaing
- Egmont à Bruxelles
- Elewijt à Elewijt
- Enhaive à Jambes
- Espierres à Espierres
- L'Estriverie à Bois-de-Lessines
- Étalle à Étalle
- Évrehailles à Évrehailles

## F
- Fagnolle à Fagnolle
- Falaën à Falaën
- Fallais à Fallais
- Falnuée à Falnuée (Mazy)
- Fanson à Xhoris
- Farciennes à Farciennes
- Faulx-les-Tombes à Faulx-les-Tombes
- Feluy à Feluy
- Fernelmont à Noville-les-Bois
- Fisenne à Soy
- Flawinne à Flawinne
- Florennes à Florennes
- Fond'Roy à Uccle
- Fontaine à Anthée
- Fontaine à Emptinne
- Fontaine-l'Évêque à Fontaine-l'Évêque
- Fonteneau à Nivelles
- Fooz à Wépion
- Forchies-la-Marche à Forchies-la-Marche
- Fosseroule à Huccorgne
- Fosteau à Leers-et-Fosteau
- La Fougeraie à Uccle
- Franchimont à Theux
- Franc-Waret à Franc-Waret
- Freÿr à Freÿr
- Froidcourt à Stoumont
- Le Fy à Esneux

## G
- Gaasbeek à Gaasbeek
- Gaiffier à Houx
- Genoels-Elderen à Riemst
- Gentinnes à Gentinnes
- Gesves à Gesves
- Ghobert à Jodoigne
- Ghorez à Donceel
- Gingelom à Gingelom
- Gobl d'Alviella à Court-Saint-Étienne
- Gomery à Gomery
- Gors à Gors-Opleeuw
- Gougnies à Gougnies
- Grand-Bigard à Grand-Bigard
- Grand-Halleux à Grand-Halleux
- Grandvoir à Grandvoir
- Gravenhof à Tourneppe
- Gravensteen à Gand
- Grune à Grune
- Guirsch à Guirsch

## H
- Habay-la-Neuve à Habay-la-Neuve - Château du pont d'oye
- Halloy à Halloy
- Haltinne à Haltinne
- Hamal à Rutten
- Ham-sur-Heure à Ham-sur-Heure
- Haneffe à Donceel
- Hanzinelle à Hanzinelle
- Harlue à Harlue
- Harzé à Harzé
- Hasselbrouck à Jeuk
- Hassonville à Aye
- Hautepenne à Flémalle
- Hauteroche à Dourbes
- Haversin à Haversin
- Havré à Havré
- Heers à Heers
- Heks à Heers
- Herbeumont à Herbeumont
- Herchies à Herchies
- 's Herenelderen à 's Herenelderen
- Hermalle-sous-Huy à Hermalle-sous-Huy
- L’Hermite à Braine-l'Alleud
- Hingene à Hingene
- Hodoumont à Jallet
- 't Hof van Brussel à Woluwe-Saint-Lambert
- Horion à Grâce-Hollogne
- Horst à  Rhode-Saint-Pierre
- Houtain-le-Val à Houtain-le-Val
- La Hulpe à La Hulpe

## I
- Imbrechies à Monceau-Imbrechies
- Ingelmunster à Ingelmunster
- Irchonwelz à Irchonwelz
- Isschot à Heist-op-den-Berg
- Italiens à Clabecq
- Ittre à Ittre
- Izier à Izier

## J
- Jannée à Jannée
- Jauche à Jauche
- Jehay à Jehay
- Jemeppe à Hargimont
- Jennevaux à Éghezée

## K
- Karreveld à Molenbeek-Saint-Jean
- Kruikenburg à Ternat

## L
- Laerne à Laerne
- Laclaireau à Virton
- Laeken à Laeken
- Laittres à Saint-Mard
- Lamalle à Andenne
- Lassus à Blandain
- Lassus à Hamoir
- Latour à Latour
- Laval à Sainte-Ode
- Lavaux à Esneux
- Lavaux-Sainte-Anne à Lavaux-Sainte-Anne
- Leeuwergem à Leeuwergem
- Leignon à Leignon
- Lesve à Lesve
- Limont à Limont
- Limont (Donjon) à Limont
- Linkebeek à Linkebeek
- Linsmeau à Linsmeau
- Logne à Vieuxville
- Longchamps ou Sélys-Longchamps à Waremme
- Lophem à Lophem
- Losange à Villers-la-Bonne-Eau

## M
- Maibelle à Florée
- Maillard à Maillard
- Maizeret ou du Moisnil à Maizeret
- Malaise à Huissignies
- Malou à Woluwe-Saint-Lambert
- Marchin à Marchin
- Marchovelette à Marchovelette
- Marcourt à Marcourt
- Mariemont à Morlanwelz
- Marnix de Sainte-Aldegonde à Bornem
- Massogne à Pessoux
- Meylandt à Heusden
- Mielmont à Onoz
- Mirwart à Mirwart
- Modave à Modave
- Moha à Moha
- Moisnil à Maizeret
- Monceau-sur-Sambre à Monceau-sur-Sambre
- Montaigle à Falaën
- Montignies-sur-Roc à Montignies-sur-Roc
- Montjardin à Remouchamps
- Montquintin à Montquintin
- Moorsel à Moorsel
- Morialmé à Morialmé
- Moriensart à Céroux-Mousty
- Moudreux à Cherain
- Mouffrin à Gemenne
- Moulbaix à Moulbaix

## N
- Nagelmackers à Liège
- Namur à Namur
- Nieuwerkerken à Nieuwerkerken
- Noisy à Celles
- Nokere à Nokere

## O
- Ommerstein à Rotem
- Onthaine à Achêne
- Ooidonk à Bachte-Maria-Leerne
- Oostkerke à Damme
- Opheylissem à Opheylissem
- Opprebais à Opprebais
- L'Orangerie à Uccle
- Orval à Villers-devant-Orval
- Ossogne à Thuillies
- Ostin à La Bruyère
- Ottignies à Ottignies

## P
- Pastur à Jodoigne
- Pélichy à Gentbrugge
- Peralta à Liège
- Perk ou Ribaucourt à Perk
- Pesche à Pesche
- Piétrebais en Grez à Grez-Doiceau
- Pinval à Redu
- Petite-Somme à Septon
- Petit-Leez à Grand-Leez
- Poilvache à Houx
- Porcheresse à Daverdisse
- Poucques à Poucques
- Prelle à Manage
- Presles à Presles
- Princes de Croÿ au Rœulx
- Princes-Évêques à Liège
- Prinsenkasteel à Grimbergen
- Putdael ou Anjou à Woluwe-Saint-Pierre

## Q
- Quirini à Dion-le-Val

## R
- Rameyen à Berlaar
- Rampemont à Fayt-le-Franc
- Ravenstein à Tervueren
- Reinhardstein à Waimes
- Resteigne à Resteigne
- Reux à Conneux
- Revogne à Revogne
- Rianwelz à Courcelles
- Ringen à Lierre
- Rivieren à Ganshoren
- Rixensart à Rixensart
- La Roche-en-Ardenne à La Roche-en-Ardenne
- Rochefort à Rochefort
- La Rocq à Arquennes
- Roly à Roly
- Ronchinne à Maillen
- Rond-Chêne à Esneux
- Rose à Orp-le-Grand
- Roumont à Libin
- La Royère à Néchin
- Royseux à Marchin
- Ruisbroek à Ruisbroek
- Rullingen à Looz
- Rumbeke à Rumbeke
- Ry à Mohiville
- Ryckel à Looz

## S
- Saint-Roch à Ciney
- Sainte-Anne à Auderghem
- Sainval à Tilff
- Samart à Samart
- Sars-la-Bruyère à Sars-la-Bruyère
- Sart-Eustache à Sart-Eustache
- Savenel à Nethen
- Sclessin à Sclessin
- Scry à Mettet
- Seneffe à Seneffe
- Senzeille à Senzeille
- Seron à Forville
- Skeuvre à Natoye
- Soiron à Soiron
- La Solitude à Auderghem
- Solre-sur-Sambre à Solre-sur-Sambre
- Sombreffe à Sombreffe
- Sorinnes à Sorinnes
- Spontin à Spontin
- Spy à Spy
- Stalle à Uccle
- Steen à Anvers
- Sterckshof à Deurne
- Sterpenich à Sterpenich
- Stuyvenberg à Laeken

## T
- Tancrémont à Pepinster
- Tarcienne à Tarcienne
- Tavigny à Tavigny
- Tellin à Tellin
- Templeuve à Templeuve
- Ten Bosch ou Moretus à Heist-op-den-Berg
- Ter Leyen à Boekhoute
- Ter Loo à Lophem
- Terlaemen à Heusden-Zolder
- Tervueren à Tervueren
- ThomSamson à Thon-Samson
- Thoricourt à Thoricourt
- Thozée à Mettet
- Thy-le-Château à Thy-le-Château
- Tillegem à Sint-Michiels
- Tornaco à Vervoz
- Trazegnies à Courcelles
- Trazegnies à Trazegnies
- Trois Fontaines à Auderghem
- Turnhout à Turnhout

## V
- Val Duchesse à Auderghem
- Valduc à Auderghem
- Vêves à Celles
- La Vicomté à Jodoigne
- Vierset à Vierset-Barse
- Vierves-sur-Viroin à Vierves-sur-Viroin
- Vieusart à Corroy-le-Grand
- Vilain XIIII à Leut
- Villers-lez-Heest à Villers-lez-Heest
- Villers-sur-Lesse à Villers-sur-Lesse
- Vogelsanck à Zolder
- Vonêche à Vonêche
- Vorselaar à Vorselaar

## W
- Waha à Waha
- Waleffe Saint-Pierre à Les Waleffes
- Walfergem à Asse
- Walhain à Walhain-Saint-Paul
- Wannegem-Lede à Wannegem-Lede
- Walzin à Dréhance
- Warfusée à Saint-Georges-sur-Meuse
- Waroux à Alleur
- Wodémont à Dalhem
- Wégimont à Soumagne
- Westerlo à Westerlo
- Wissekerke à Bazel
- Wynendaele à Thourout
- Widoye à Widoye

## X
- Xhos à Tavier

## Z
- Zeebroeck à Nethen
- Zétrud-Lumay à Zétrud-Lumay